# Cantone di Peyreleau
Il Cantone di Peyreleau era una divisione amministrativa dell'arrondissement di Millau.
A seguito della riforma approvata con decreto del 21 febbraio 2014, che ha avuto attuazione dopo le elezioni dipartimentali del 2015, è stato soppresso.

## Composizione
Comprendeva i comuni di:
- La Cresse
- Mostuéjouls
- Peyreleau
- Rivière-sur-Tarn
- La Roque-Sainte-Marguerite
- Saint-André-de-Vézines
- Veyreau